# Diana Armfield
Diana Armfield RA (Ringwood, 11 de junio de 1920) es una artista inglesa, reconocida por pintar paisajes, retratos, temas literarios y bodegones. Durante su carrera tuvo un interés particular en las pinturas de flores y su obra estuvo basada en la tradición del famoso pintor Walter Sickert. Estudió en la Escuela Slade de Bellas Artes y en la Escuela Central de Artes y Oficios, y fue elegida Miembro de la Royal Academy of Arts en 1991.